# Hantverk

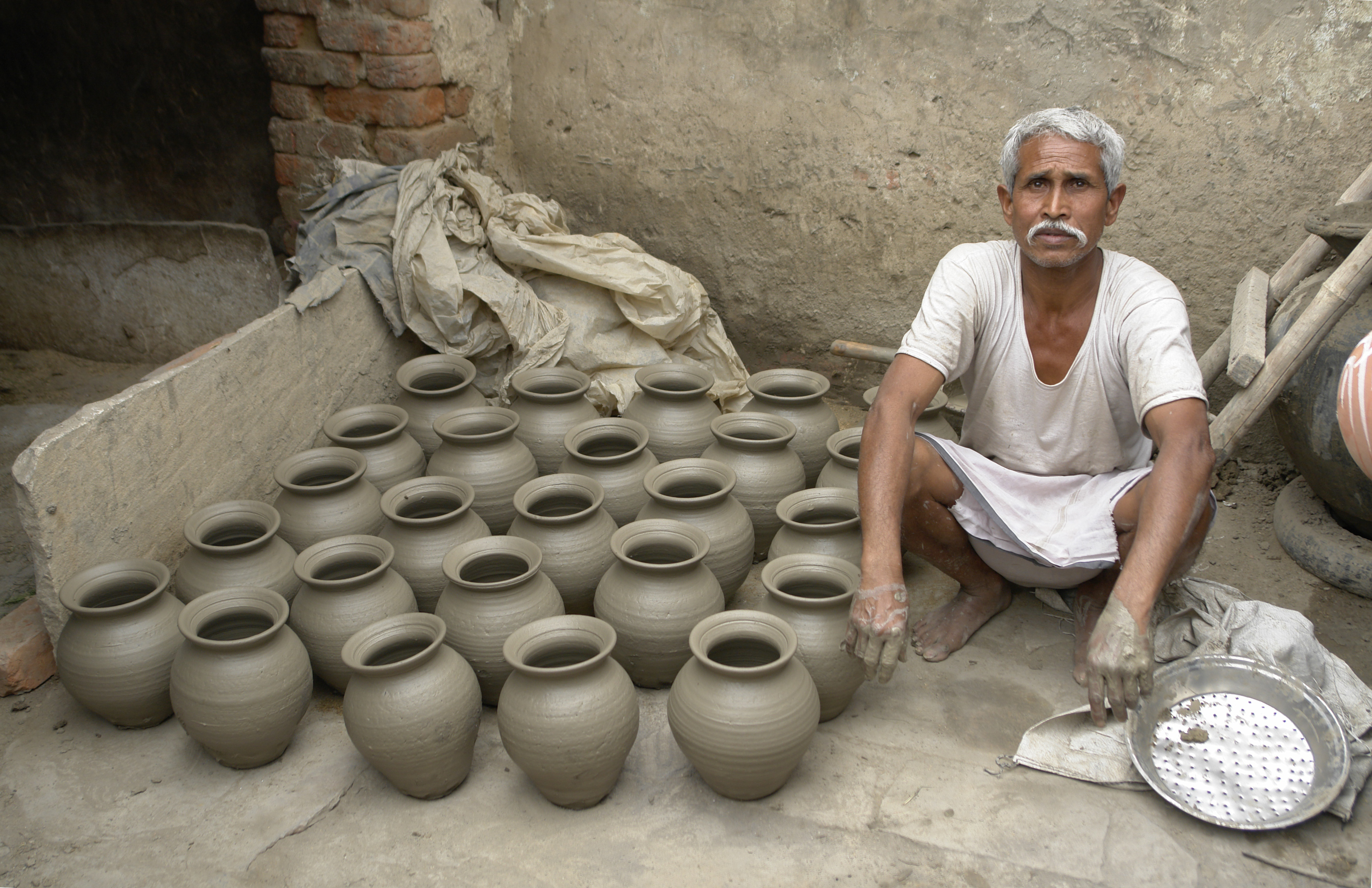
En krukmakare i Indien med sin produktion.

Hantverk är ett produktionssätt som utförs för hand. Utövaren behärskar ofta hela processen, och det färdiga resultatet beror på i hög grad hantverkarens yrkeskunskap och individuella förmåga eller fallenhet.

## Bakgrund
Historiskt hantverk omfattar många av hantverksteknikerna, och även i modernt hantverk kan man se spår av tekniker från äldre tids hantverk.
För hantverk som har utförts under medeltiden inom skråväsendet, se Skråväsen.

## Tre huvudkategorier
Man skulle kunna dela upp hantverk efter kategorier och grupper enligt vad som tillverkas och hur det görs. Nedan är uppdelningen gjord mellan direkt hantverk (produktframställning baserad på ett befintligt och ofta berett material), framställningshantverk (tillverkning av ett material eller produkt för vidare hantverksarbete) och verktygshantverk (tillverkning av verktyg).

### Direkt hantverk
Direkt hantverk syftar till ett hantverk då man har ett material (ofta berett) man skall använda till att utföra hantverket som syftar till att skapa ett handgjort föremål/produkt. Nedan listas exempel på grupper på sådant hantverk.
- Textilt hantverk, trähantverk, plasthantverk, varmsmide, kallsmide, näverslöjd, stenhuggning, glasblåsning, läderhantverk, ljusstöpning, målning, teckning, tvålframställning.

### Framställningshantverk
Framställningshantverk syftar till att framställa ett material/produkt som senare kan användas för annat hantverk. Här finns bland annat:
- Garvning, tjärbränning, kalkbränning, kolning, natriumkarbonatsutvinning, kaliumkarbonatsutvinning, repslagning, stenbrytning.

### Verktygshantverk
Verktygshantverk är det hantverk som syftar till att framställa egna verktyg. Detta inkluderar bland annat:
- Handgjorda smidesverktyg, knivmakeri, handgjorda träbearbetningsverktyg, handgjorda stenverktyg, handgjord jordbruksutrustning